# Fantasy Bra

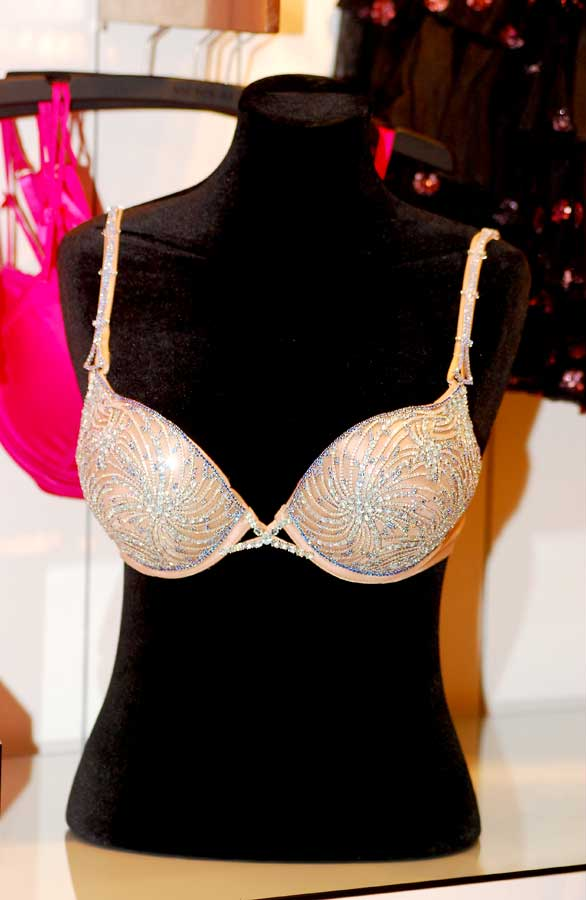
Il Bombshell Fantasy Bra del 2010.

Il Fantasy Bra è un reggiseno tempestato di diamanti e altre pietre preziose, dal valore di milioni di dollari. Realizzato dal brand di lingerie Victoria's Secret, il fantasy bra viene presentato sul catalogo o, dal 2001, all'annuale sfilata della casa di moda. Nessun fantasy bra è mai stato venduto e al termine di ogni fashion show viene smantellato. Nel 2000 viene realizzato un reggiseno da 15 milioni di dollari conquista il Guinness dei primati come capo di intimo più costoso mai creato. Heidi Klum e Adriana Lima hanno indossato il "Fantasy Bra" in tre diversi anni. Gisele Bündchen, Tyra Banks, Karolina Kurkova ed Alessandra Ambrosio hanno indossato due "Fantasy Bra". Nel 2014, per la prima volta, sono stati realizzati 2 Fantasy Bra.

## Fantasy Bra
Nella tabella sottostante sono indicati i prezzi per il set completo del Fantasy Bra, accessori compresi.
| Anno | Nome                               | Modelle             | Valore      | Designer             | Apparso allo Show | Note  |
| ---- | ---------------------------------- | ------------------- | ----------- | -------------------- | ----------------- | ----- |
| 1996 | Million Dollar Miracle Bra         | Claudia Schiffer    | $1 000      | Victoria's Secret    | No                | [ 3 ] |
| 1997 | Diamond Dream Bra                  | Tyra Banks          | $3 000      | Harry Winston        | No                | [ 3 ] |
| 1998 | Dream Angel Fantasy Bra            | Daniela Peštová     | $5 000      | Janis Savitt for M&J | No                | [ 3 ] |
| 1999 | Millennium Bra                     | Heidi Klum          | $10 000     | Victoria's Secret    | No                | [ 3 ] |
| 2000 | Red Hot Fantasy Bra/Panties        | Gisele Bündchen     | $15 000     | Victoria's Secret    | No                | [ 3 ] |
| 2001 | Heavenly Star Bra                  | Heidi Klum          | $12 500 000 | Mouawad              | Sì                | [ 3 ] |
| 2002 | Star of Victoria Fantasy Bra       | Karolína Kurková    | $10 000     | Mouawad              | Sì                | [ 3 ] |
| 2003 | Very Sexy Fantasy Bra              | Heidi Klum          | $11 000     | Mouawad              | Sì                | [ 3 ] |
| 2004 | Heavenly "70" Fantasy Bra          | Tyra Banks          | $10 000     | Mouawad              | No                | [ 3 ] |
| 2005 | Sexy Splendor Fantasy Bra          | Gisele Bündchen     | $12 500 000 | Mouawad              | Sì                | [ 3 ] |
| 2006 | Hearts On Fire Diamond Fantasy Bra | Karolína Kurková    | $6 500 000  | Hearts on Fire       | Sì                | [ 3 ] |
| 2007 | Holiday Fantasy Bra                | Selita Ebanks       | $4 500 000  | Mouawad              | Sì                | [ 3 ] |
| 2008 | Black Diamond Fantasy Miracle Bra  | Adriana Lima        | $5 000      | Martin Katz          | Sì                | [ 3 ] |
| 2009 | Harlequin Fantasy Bra              | Marisa Miller       | $3 000      | Damiani              | Sì                | [ 3 ] |
| 2010 | Bombshell Fantasy Bra              | Adriana Lima        | $2 000      | Damiani              | Sì                | [ 3 ] |
| 2011 | Fantasy Treasure Bra               | Miranda Kerr        | $2 500 000  | London Jewelers      | Sì                | [ 3 ] |
| 2012 | Floral Fantasy Bra Gift Set        | Alessandra Ambrosio | $2 500 000  | London Jewelers      | Sì                | [ 3 ] |
| 2013 | Royal Fantasy Bra                  | Candice Swanepoel   | $10 000     | Mouawad              | Sì                | [ 3 ] |
| 2014 | Dream Angels Fantasy Bras          | Adriana Lima        | $2 000 000  | Mouawad              | Sì                | [ 2 ] |
| 2014 | Dream Angels Fantasy Bras          | Alessandra Ambrosio | $2 000 000  | Mouawad              | Sì                | [ 2 ] |
| 2015 | Fireworks Fantasy Bra              | Lily Aldridge       | $2 000      | Mouawad              | Sì                | [ 4 ] |
| 2016 | Bright Night Fantasy Bra           | Jasmine Tookes      | $3 000      | Mouzannar            | Sì                | [ 5 ] |
| 2017 | Champagne Nights Fantasy Bra       | Lais Ribeiro        | $2 000      | Mouawad              | Sì                | [ 6 ] |
| 2018 | Dream Angels Fantasy Bra           | Elsa Hosk           | $1 000 000  | Atelier Swarovski    | Sì                | [ 7 ] |

## Edizioni

### Anni 1990
Million Dollar Fantasy Bra (1996)
Il Million Dollar Fantasy Bra è stato disegnato da Victoria's Secret con 300 ore di lavoro e realizzato con 100 carati di diamanti e altre pietre semipreziose per un valore di 1 milione di dollari. Indossato da Claudia Schiffer è apparso sulla copertina del catalogo natalizio del 1996.
Diamond Dream Fantasy Bra (1997)
Il Diamond Dream Fantasy Bra è stato disegnato da Harry Winston con 93 gemme con taglio a goccia, quasi 100 diamanti e un diamante a goccia posizionato al centro da 42 carati, per un valore di 3 milioni di dollari e 500 ore di lavoro. Indossato da Tyra Banks il reggiseno ha un valore di 3 milioni di dollari.
Dream Angel Fantasy Bra (1998)
Dream Angel Fantasy Bra è stato realizzato da Janis Savitt for M&J con 300 ore di lavoro e composto da 77 rubini con taglio a marquise e 330 carati di diamanti con taglio a goccia e a marquise, il tutto incastonato su una montatura di platino. Il reggiseno dal valore di 5 milioni di dollari è stato indossato dalla modella Daniela Peštová.
Millennium Fantasy Bra (1999)
Il Millennium Fantasy Bra, disegnato da Victoria's Secret, è stato realizzato con 300 ore di lavoro e con l'utilizzo di 2000 zaffiri con taglio a brillante e 2000 diamanti montati su platino. Il reggiseno è completo slip per un valore di 10 milioni di dollari, è stato indossato per la prima volta dalla modella Heidi Klum.

### Anni 2000
Red Hot Fantasy Bra (2000)
Il Red Hot Fantasy Bra, è stato realizzato da Victoria's Secret con 370 ore di lavoro e composto da 1300 pietre preziose e 300 carati di rubini thailandesi, entrambe le coppe sono tenute insieme da una montatura a forma di V, sempre ricoperta di pietre preziose. Indossato da Gisele Bündchen il reggiseno ha un valore di 15 milioni di dollari e conquista il Guinness dei primati come capo di intimo più costoso.
Heavenly Star Fantasy Bra (2001)
L'Heavenly Star Fantasy Bra, realizzato da Mouawad con 300 ore di lavoro, e composto da 1200 zaffiri rosa dello Sri Lanka e un diamante con taglio a smeraldo dal valore di 10.6 milioni di dollari posto al centro. Indossato per la seconda volta da Heidi Klum ha un valore complessivo di 12.5 milioni di dollari, ed è il primo ad apparire durante la sfilata annuale.
Star of Victoria Fantasy Bra (2002)
Lo Star of Victoria Fantasy Bra è stato realizzato da Mouawad con 370 ore di lavoro e composto da 1150 con taglio a rosa e 1600 foglie di smeraldo. Il reggiseno, indossato dalla modella Karolína Kurková durante lo show annuale, è completo con una cintura realizzata con le stesse pietre preziose per un valore di 10 milioni di dollari.
Very Sexy Fantasy Bra (2003)

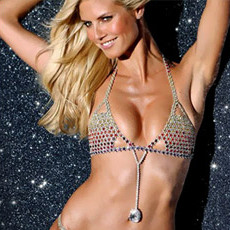
Heidi Klum con il Very Sexy Fantasy Bra nel 2003

Il Very Sexy Fantasy Bra, realizzato da Mouawad con 370 ore di lavoro, è un completo intimo composto da più di 6000 pietre preziose e un diamante da 70 carati al centro. Indossato da Heidi Klum per la terza volta, ha un valore di 11 milioni di dollari.
Heavenly '70' Fantasy Bra (2004)
L'Heavenly '70' Fantasy Bra, realizzato da Mouawad con 275 ore di lavoro, composto da 2900 diamanti pavé incastonati su una montatura di oro bianco 18 carati con al centro un diamante da 70 carati con taglio a goccia. Il fantasy Bra, dal valore di 10 milioni di dollari, è stato indossato per la seconda volta dalla modella Tyra Banks ma non è apparso allo show annuale.
Sexy Splendor Fantasy Bra (2005)
Il Sexy Splendor Fantasy Bra è stato realizzato da Mouawad con 300 ore di lavoro e utilizzando 2900 diamanti pavé e 22 rubini incastonati su una montatura in oro bianco 18 carati con al centro un diamante da 101 carati e completo di cintura realizzata con le stesse pietre preziose, il tutto per un valore di 12.5 milioni di dollari. Il fantasy bra è stato indossato per la seconda volta da Gisele Bündchen durante lo show.
Heart on Fire Fantasy Bra (2006)
L'Heart on Fire Fantasy Bra, è un reggiseno ricoperto da 2000 diamanti con al centro un pendente a forma di fiore da 10 carati anch′esso realizzato con diamanti da Heart on Fire, con 300 ore di lavoro. Il Fantasy bra, completo con una cintura anch'essa realizzata con pietre preziose, è stato indossato dalla modella Karolína Kurková durante lo show annuale, ed ha un valore complessivo di 6.5 milioni di dollari.
Holiday Fantasy Bra (2007)
L'Holiday Fantasy Bra è un completo intimo realizzato da Mouawad con 320 ore di lavoro, composto da 9000 pietre preziose tra cui diamanti, smeraldi, rubini e zaffiri gialli. Il completo, composto da reggiseno e slip comprende anche un fermaglio, un bracciale ed una giarrettiera realizzate con le stesse pietre preziose per un valore di 4.5 milioni di dollari, è apparso allo show annuale indossato dalla modella Selita Ebanks.
Black Diamond Fantasy Miracle Bra (2008)
Il Black Diamond Fantasy Miracle Bra è stato creato dal designer di gioielli Martin Katz, con 320 ore di lavoro, e usando 3.575 diamanti neri, 117 diamanti bianchi da 1 carato, 34 rubini e 2 diamanti neri a goccia di un peso totale di 100 carati. Il reggiseno, dal valore di 5 milioni di dollari, è stato indossato dalla modella Adriana Lima durante il Victoria's Secret Fashion Show del 2008.
Hearlequin Fantasy Bra (2009)
L'Hearlequin Fantasy Bra, disegnato da Damiani con 320 ore di lavoro, e stato realizzato con 3200 diamanti bianchi, champagne e cognac con al centro un pendente di diamante con taglio a cuore da 16 carati. Indossato dalla modella Marisa Miller durante il Victoria's Secret Fashion Show, ha un valore di 3 milioni di dollari.

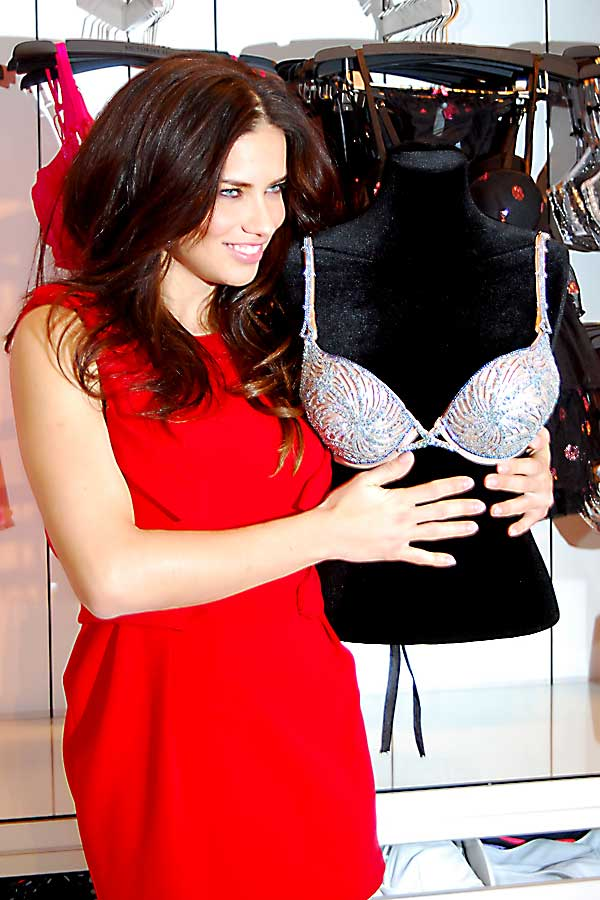
Adriana Lima con il Bombshell Fantasy Bra 2010.

### Anni 2010
Bombshell Fantasy Bra (2010)
Il Bombshell Fantasy Bra è stato realizzato da Damiani con 320 ore di lavoro e composto da 3000 diamanti bianchi con taglio a brillante per un totale di 60 carati e 82 carati tra zaffiri blu e topazi con taglio ovale, il tutto incastonato su una montatura in oro bianco di 18 carati ed entrambe le coppe sono collegate da nastri incrociati tempestati di diamanti, per un valore di 2 milioni di dollari. Presentato all'annuale show, nel 2010, durante la sezione Heavenly Bodies, è stato indossato per la seconda volta dalla modella Adriana Lima.
Fantasy Treasure Bra (2011)
Il Fantasy Treasure Bra, realizzato da London Jewelers con 500 ore di lavoro, è composto da 3400 pietre preziose, tra cui 142 diamanti, perle, citrini e acquemarine incastonati su una montatura da 18 carati in oro bianco e giallo con al centro un ciondolo di due diamanti bianchi e due diamanti gialli. Indossato per la prima volta dalla modella Miranda Kerr, durante l'annuale Fashion Show nella sezione Aquatic Angels, ha un valore di 2.5 milioni di dollari.
Floral Fantasy Bra (2012)
Il Floral Fantasy Bra, realizzato da London Jewelers con 300 ore di lavoro, è composto da 5200 pietre preziose tra cui ametiste, zaffiri, tsavorite, rubini e diamanti bianchi, rosa e gialli, inoltre ha un decoro floreale con l'aggiunta di oro rosa e giallo. Al centro viene ripreso il tema del fiore in oro giallo con un diamante al centro a cui si aggiunge un altro diamante, il fiore centrale, come il diamante, può essere rimosso. Abbinata al reggiseno c'è una cintura anch'essa tempestata di pietre preziose che compone il Floral Fantasy Gift Set, indossato per la prima volta dalla modella Alessandra Ambrosio, il tutto ha un valore di 2.5 milioni di dollari. Abbinato al fantasy bra e alla cintura, per la prima volta anche un profumo, il Bombshell Fantasy Fragrance, nuovo profumo della linea Floral Gift. La confezione della fragranza è realizzata anch'essa con pietre preziose e riprende la fantasia del raggiseno, per un valore di 500.000 dollari.
Royal Fantasy Bra (2013)
Il Royal Fantasy Bra, creato da Mouawad con 527 ore di lavoro, è realizzato con l'uso di 4200 pietre preziose, tra cui diamanti, zaffiri gialli e rubini incastonati su una montatura in oro 18 carati, e al centro un pendente composto da un rubino con taglio a goccia da 52 carati. Indossato per la prima volta dalla modella Candice Swanepoel, con il quale ha aperto l'annuale sfilata, nella sezione British Invasion. È completo di una cintura che riprende la fantasia del reggiseno, per un valore di 10 milioni di dollari.
Dream Angels Fantasy Bras (2014)
Nel 2014, per la prima volta, vengono realizzati due reggiseni, i Dream Angels Fantasy Bras, indossati, per la terza volta da Adriana Lima e, per la seconda da Alessandra Ambrosio. Realizzati da Pascal Mouawad con 690 ore di lavoro ciascuno, sono realizzati nelle varianti di rosso e blu, utilizzando 16000 pietre preziose tra cui diamanti, zaffiri azzurri e blu e rubini. Inoltre sono presenti pietre preziose su gambe, braccia, stomaco e collo, per un valore di 2 milioni di dollari ciascuno.
Fireworks Fantasy Bra (2015)
Il Fireworks Fantasy Bra viene creato da Mouawad con più di 685 ore di lavoro e rimanda ad una cascata di fuochi d'artificio. È realizzato con più di 6500 pietre preziose, tra cui diamanti, topazi blu, zaffiri gialli e quarzo rosa, il tutto incastonato su oro giallo 18 carati, per un totale di 375 carati. Completo di una cintura realizzata con 126 diamanti e 400 altre pietre preziose che ai lati riprende la fantasia del reggiseno. Indossato per la prima volta dalla modella Lily Aldridge, ha un valore di 2 milioni di dollari ed è apparso in passerella nella sezione Fuochi d'artificio (Fireworks).
Bright Night Fantasy Bra (2016)
Il Bright Night Fantasy Bra viene realizzato dalla maison di alta gioielleria libanese Mouzannar per mano del gioielliere Eddie Borgo, con 700 ore di lavorazione. Realizzato con oltre 9.000 gemme preziose, entrambe le coppe sono ricoperte di diamanti incastonati su una montatura in oro 18 carati e un ciondolo al centro realizzato con smeraldi, per un totale di 450 carati. Indossato dalla modella Jasmine Tookes, il reggiseno ha un valore di 3 milioni di dollari.
Champagne Nights Fantasy Bra (2017)
Il Champagne Nights Fantasy Bra è stato creato dalla maison di gioielli Mouawad con oltre 350 ore di lavoro. Realizzato con oltre 6000 pietre preziose, tra cui diamanti zaffiri gialli e topazi azzurri incastonati su una montatura in oro 18 carati. Il reggiseno riprende il tema delle foglie, ed è caratterizzato da un effetto frontale a gabbia grazie a una collana decorativa, al centro della collana e del reggiseno due ciondoli realizzati con topazi azzurri. Indossato per la prima volta dalla modella brasiliana Lais Ribeiro, è completo di una cintura che riprende la fantasia del reggiseno per un valore di 2 milioni di dollari.
Dream Angels Fantasy Bra (2018)
Il Dream Angels Fantasy Bra è stato realizzato da Atelier Swarovski ed ha richiesto 930 ore di lavoro. È stato realizzato con 2100 diamanti, creati dal DIAMA azienda esclusiva del marchio Swarovski, e topazi ricavati da un approvvigionamento responsabile. I diamanti creati dal DIAMA sono identici ai diamanti reperibili in natura, per quanto riguarda la composizione chimica, fisica e visiva, ma sono creati in laboratorio. Il reggiseno è realizzato seguendo lo stile di una bralette con una catenina per il corpo in coordinato. Indossato dalla modella Elsa Hosk, ha un valore di 1 milione di dollari.